# Frank Meysman
François Louis Virginie Meysman (Schaarbeek, 6 april 1952) is een Belgisch bedrijfsleider en bestuurder.

## Biografie
Van 1977 tot 1986 was Frank Meysman werkzaam bij Procter & Gamble. Hij stapte over naar Sarah Lee, waar hij onderdirecteur marketing van Douwe Egberts werd en in 1989 marketingdirecteur. In 1992 werd hij vicepresident van Sarah Lee en lid van het directiecomité van Sarah Lee/Douwe Egberts. In 1994 werd Meysman voorzitter van het directiecomité van de internationale activiteiten van Sara Lee/Douwe Egberts. Hij werd enkele jaren later ook bestuurder bij de moederholding en uitvoerend vicepresident.
Van 2001 tot 2011 was hij voorzitter van de raad van commissarissen van het Nederlandse advies- en ingenieursbureau Sweco (voormalig Grontmij). Verder bekleedde hij bestuursfuncties bij omheiningsproducent Betafence, investeringsmaatschappij Gimv, brouwerij Palm, weefmachineproducent Picanol, de Nederlandse uitgeverij VNU, het Britse farmaceutische bedrijf Zeneca en de Koninklijke Vlaamse Schouwburg. Hij was voorzitter van kledingwinkelketen JBC  en Festival van Vlaanderen. Ook was hij lid van de adviesraad van de Nederlandse ABN Amro Bank. Hij is sinds 2006 bestuurder van vastgoedgroep WDP.
In oktober 2011 trad Meysman aan als voorzitter van de Thomas Cook Group. In 2019 ging het Britse reisbureau failliet.
Hij werd in 2014 benoemd tot voorzitter van de Britse koekjesfabrikant United Biscuits en werd daarmee de opvolger van David Fish.
In 2004 werd Meysman bestuurder van mineraalwaterfabrikant Spadel. In 2018 werd hij in opvolging van Johnny Thijs voorzitter van Spadel. In 2021 legde hij er zijn functie neer.
Verder was hij gedelegeerd bestuurder van de Raad voor de Reclame.